# Nuria Mallena
Nuria Mallena (Ouricuri, Pernambuco, 10 de julho de 1978) é uma cantora, compositora e escritora brasileira.

## Carreira
Nuria Mallena, cantora e compositora brasileira, nascida em Ouricuri, sertão de Pernambuco, começou a tocar violão e a compor aos 10 anos. Aos 15, já participava de vários festivais de música do Nordeste. 
Mudou-se para o Rio de Janeiro, onde fez muitos projetos e parcerias musicais com os quais viajou em turnês por todo o Brasil. 
Em 2011 sua música Quando Assim entrou para a trilha sonora da novela Cordel Encantado, (Rede Globo), de Thelma Guedes e Duca Rachid. Além da faixa gravada para a trilha da novela, Quando Assim teve uma outra versão com a Orquestra Sinfônica do Rio de Janeiro, regida e arranjada por Arthur Verocai.
Em 2012 gravou seu primeiro CD, Nu, produzido pelo Selo Malagueta e Biscoito Fino.
No mesmo ano participou do Programa Som Brasil em homenagem ao Nordeste dos Anos 70, apresentando versões de Velha Roupa Colorida (Belchior) e de Dona da Minha Cabeça (Geraldo Azevedo).
Em junho de 2014 lançou o CD Nuria Mallena, com produção de Álvaro Alencar e Christiaan Oyens.
No mesmo ano participou do Projeto Jovens Tardes, da Rede Globo, com uma versão de Tempo Perdido (Renato Russo) e com a sua música Escolha.
Em 2015 fez um Repente de roda para o longa Por Trás do Céu, de Caio Sóh.
Em 2016, Oração entrou para a trilha sonora da minissérie Justiça, de Manuela Dias. A faixa foi produzida por André Vasconcellos, Álvaro Alencar e Fabricio Mattos, com a participação de Marcos Suzano. 
Em 2017 sua música Ouro Verde entrou para a trilha sonora da premiada novela portuguesa da TVI Ouro Verde (Vencedora do Emmy Internacional 2018), de Maria João Costa. No mesmo ano lançou seu primeiro livro de contos, Poeira de Areia, em Lisboa, Portugal, pela editora Amuletra.
Em 2019, o samba Minha Mãe integrou a trilha sonora da novela brasileira Amor de Mãe (Rede Globo), de Manuela Dias. A faixa teve um videoclipe dirigido pela Kombo Filmes e Mayara Lepre, reunindo imagens caseiras de diversos anônimos e famosos em homenagem ao Dia das Mães, lançado em 2020.

## Parcerias Musicais
- Luís Kiari
- Daniel Chaudon
- Ana Paula Siqueira
- Christiaan Oyens
- Naná Karabachian
- Thaiane Anjos
- João Falcão
- Manuela Dias
- Diego Moraes
- Taïs Reganelli
- Jana Figarella

## Participações
- Novela Cordel Encantado (Rede Globo), 2011: Quando Assim (Nuria Mallena)
- DVD Sarau (Universal Music), 2012: O Gosto de Ser (Nuria Mallena, Luís Kiari, Daniel Chaudon)
- Daniel Chaudon, Me Conta Uma Música, 2012: O Gosto de Ser, Pernambuco, Solo em Companhia
- Programa Som Brasil (Rede Globo), 2012: Velha Roupa Colorida (Belchior)
- Programa Som Brasil (Rede Globo), 2012: Dona da Minha Cabeça (Geraldo Azevedo)
- Programa Jovens Tardes (Rede Globo), 2014: Tempo Perdido (Renato Russo)
- Programa Jovens Tardes (Rede Globo), 2014: Escolha (Nuria Mallena)
- Minissérie Justiça (Rede Globo), 2016: Oração (Nuria Mallena)
- Luís Kiari, 2017: gravação de Quando fui chuva (Luís Kiari e Caio Sóh)
- Novela Ouro Verde (TVI, Portugal), 2017: Ouro Verde (Nuria Mallena)
- Diego Moraes, #Équeeuandodeônibus, 2018: Sábado (Nuria Mallena, Diego Moraes, Fernanda Dias)

## Discografia
- | 2011 : Cordel Encantado (trilha sonora) 3. Quando assim (Nuria Mallena) |

- | 2012 : Nu Quando assim (Nuria Mallena) Na beira (Nuria Mallena) Cheiro de chuva (Nuria Mallena) Tocar você (Nuria Mallena) Meu sim (Nuria Mallena) Zé (Nuria Mallena) Solo em companhia (Nuria Mallena, Daniel Chaudon) Pra quê (Nuria Mallena, Luís Kiari, Naná Karabachian) Sem hora (Nuria Mallena, Naná Karabachian, Daniel Chaudon) Da porta (Nuria Mallena, Luís Kiari) Meu chão (Nuria Mallena) Quando assim (Nuria Mallena) - com a Orquestra Sinfônica do Rio de Janeiro , regência de Arthur Verocai |

- | 2014 : Nuria Mallena A Louca e a Bicicleta (Nuria Mallena) Provocar (Nuria Mallena) Escolha (Nuria Mallena) Cheiro de Chuva (Nuria Mallena) Assim (Nuria Mallena) Escuso (Nuria Mallena) Esse Tanto (Nuria Mallena, Fernanda Dias) Da Porta (Nuria Mallena, Luís Kiari) Saia (Nuria Mallena) Vem (Nuria Mallena, Christiaan Oyens) Oração (Nuria Mallena) |

- | 2014 : Jovens Tardes 8. Escolha (Nuria Mallena) 18. Tempo Perdido ( Renato Russo ) |

- | 2017 : Ouro Verde (trilha sonora) 20. Ouro Verde (Nuria Mallena) |